# Hero blanchardi
Hero blanchardi is een slakkensoort uit de familie van de Heroidae. De wetenschappelijke naam van de soort is voor het eerst geldig gepubliceerd in 1888 door Vayssière.